# Crepidium christinae
Crepidium christinae är en orkidéart som beskrevs av Marg. och Dariusz Lucjan Szlachetko. Crepidium christinae ingår i släktet Crepidium, och familjen orkidéer.
Artens utbredningsområde är Java. Inga underarter finns listade i Catalogue of Life.